# منى رحيم الخرساني
شاعرة، وإعلامية وصحفية عراقية لها نشر في المواقع اللألكترونية والصحف العراقية والمجلات العربية.

## نشأتها ودراستها
ولدت الشاعرة بنت الجنوب من عائلة أدبية ملمة بالأدب والشعر شاركتْ في المرحلة الابتدائية بقصائد عديدة تميزت ْ بطفولة المفردة الصادقة لهذا أشار َ إليها المستمعون وتهامسوا ثم قالوا إن هذا لأداء جميل يكشف عن موهبة ٍ شعرية ٍ سيكون لها الحظ الكبير في المستقبل.

## تجاربها المهنية
- رئيس منظمة أديبات العراق منظمة ( أدبية فنية اعلامية).
- عضو اتحاد الأدباء والكتاب في بغداد.
- عضو نقابة الصحفيين.
- عضو المركز الوطني للاعلام.
- عضو منتدى نازك الملائكة الأدبي.
- عضو هيئة استشارية في وكالة وديوان عرار.
- محررة في دار الشؤون الثقافية.
- محرر(قسم المرأة) في شبكة انباء الاعلام العراقي في الدنمارك.

## أنشطة الشاعرة
- نالت تكريم بدرع الإبداع باسم منظمة أديبات العراق من نقابة الصحفيين ومن دار الشؤون الثقافية لعام 2012 و وزارة الثقافة.
- عملت مهرجانات عديدة في اغلب محافظات القطر ولها فروع في ( النجف، كربلاء، بابل، المثنى، ذي قار، بغداد، المثنى، صلاح الدين، الأنبار، الموصل، ميسان، كوردستان، البصرة) وقد كانت له اصداء كبيرة.
- حائزة على شهادات من أغلب المنظمات العالمية من خلال حضور الورش والدورات التي تخص المرأة والصحافة وحقوق الأنسان.والمرأة القيادية.
- لها نشر في المواقع اللألكترونية والصحف المحلية والمجلات العربية.
- صدرات لها مجموعة بعنوان(رياح العام القادم) ومجموعة تحت الطبع.

## منظمة أديبات العراق
منظمة أديبات العراق هي منظمة أدبية، فنية، إعلامية مستقلة غير حكومية لا تنتمي إلى أي جهة ولا تمول من أي مصدر انبثقت عام 2008 مع انطلاق بابل عاصمة للثقافة، من هناك كان انبثاقها الأول قامت بنشاطات عديدة منها المهرجانات التي أقيمت في كل من ( بغداد، بابل، ذي قار، كربلاء، السماوة، النجف ) وكانت مهرجاناتها الوطنية تشارك فيها الأديبات من كافة محافظات القطر ولها ملتقى شهري مستمر، وقد فتحت لها فروع كثيرة في المحافظات الموصل، اربيل، سليمانية، تكريت، الأنبار، كركوك، بابل، ذي قار، ميسان، البصرة، السماوة، القادسية كما فتحت المنظمة فروع لها في الخارج السويد وألمانيا وسويسرا والبرازيل ومصر وسوريا الجزائر وهي مسجلة في دائر المنظمات غير الحكومية ال ngo بالرقم (ib74990) بتاريخ 24\11\2011 ومسجلة في وزارة الثقافة ولديها العديد من كتب الشكر ومسجلة في وزارة الثقافة ولديها موقع الكتروني وصفحة على الفيس بوك باسم (الأديبات الأديبات)

## وصلات خارجية
- موقع منظمة أديبات العراق، منى رحيم الخرساني رئيس منظمة أديبات العراق
- صفحة الفيس بوك الخاصة بالشاعرة نجوى عبد الله  على فيسبوك.
- مشروع ويكيبيديا العربية
- مشاركة الشاعرة منى رحيم الخرساني في المربد التاسع لعام 2012 دورة الشاعر الفريد سمعان. على يوتيوب
- وحوار مع الشاعرة العراقية، منى الخرساني، والمرأة العراقية منى رحيم الخرساني  على فيسبوك.